# Ignaców (powiat bełchatowski)
Ignaców – wieś w Polsce położona w województwie łódzkim, w powiecie bełchatowskim, w gminie Zelów.
W latach 1975–1998 miejscowość należała administracyjnie do województwa piotrkowskiego.
Zobacz też: Ignaców, Ignacówka, Ignacówka Bobrowska